# Књига о двору
Књига о двору (шп. Libro Rimado de Palacio или шп. Rimado de Palacio) је дело Пера Лопеса де Ајале и његов настанак везује се за временски период од 1383. до 1403. године. Ово Ајалино дело је обимна морална песма, написана у првом лицу, која осликава главне сукобе из друге половине 14. века. Када посматрамо дело кроз његову тематику, стил или метрику, можемо закључити да је оно разнородна песничка творевина. Доказ за ову тезу видимо у мешању хугларског и клеричког песничког стила.

## Метрика
Ово дело је састављено од око 8 200 стихова. Највећи део је написан у метричкој форми „квадерна вија“ (шп. cuaderna vía), у строфама које су састављене од четири шпанска александринца (четрнаестерац) са цезуром после 7. слога и са нагомиланом консонантском римом. Овакав распоред је одлика клеричке песничке школе и последњи је изданак клеричке песничке вештине. Само се у дргом делу, од 705. до 887. стиха, јављају различите метричке форме, стихови су краћи, а неки делови су лирски обојени. Касније се поново враћа клеричком песничком стилу, што се огледа у дугим стиховима.

## Рима
Некада се ред речи у стиху ремети, да би се постигла рима. То веома ретко утиче на потешкоће у разумевању смисла, али је Ајали то задавало потешкоће у писању. Проблем лежи више у формирању синтаксе него у позицији риме, и због тога у многим стиховима наилазимо на неправилне паузе (када се пауза на крају једног стиха не поклапа са граматичком или семантичком паузом, или кад се реч подели на два дела и први део остане у једном стиху, а други у следећем).
Како је Ајала озбиљан песник, он не злоупотрбљава бесмислену, чудну риму, већ више воли да користи актуелне речи, чак прозаичне (обичне и непесничке). Интересантно је и лексичко поље риме, које се може поделити на две категорије, неуобичајене гласове и синониме. Такође се може приметити да Ајала дозвољава себи, иако веома ретко, несавршену (асонантску) риму.

## Рукописи
Постоје три рукописа, N (чува се у Националној библиотеци Шпаније), Е (чува се у библиотеци на двору Ел Ескоријал) и P, и сви су обимно описани од стране модерних уредника.

### Рукописи и „оригинални“ текст
Иако је мала временска разлика између рукописа и оригиналног дела, постоји одређена разлика која се може приписати само томе да се ради о периоду преношења путем копија, од руке до руке. Такође знамо да су се различити фрагменти дела састављали током неколико деценија, а тек касније су замишљени као скуп од стране самог аутора.

## Тематика
Тематски гледано, Књига о двору је хетерогено дело подељено на три целине.

### Прва целина
Уводни део представља Ајалину исповест. Он отворено говори о свом животу и грешкама које је починио и изражава горко кајање због својих грехова и пропуста. Приповеда о животу на двору који је одлично познавао, јер је активно учествовао у њему. Описе дворског живота слика мрачним бојама, са примесама сатиричног, па у неким деловима и ироничног. Јавно износи своје мишљење о дворским чиновницима, осуђује њихову грамзивост и похлепност. Ни трговци, ни благајници, ни дворске даме, ни писари нису били поштеђени Ајалиног суда. Приказана је њихова површност, поткупљивост и превласт ниских страсти над добрим у човеку. Песникова реалистичка запажања разоткривају дворски живот и приказују његову мрачну страну. У оштрој критици цркве говори нам о раздору међу свештенством и њиховој корумпираности.
У делу је приказан и сам краљ, кога представља као заточеника кога су његови рђави саветници уништили својом исквареношћу. То је разлог због кога се доносе одлуке које нису за добробит народа, већ служе личним жељама вискох дворских чиновника. Идеална власт поистовећена је са богатством и губи своје право значење. Овакав песников став првенствено се односи на краљеве одлуке да се упушта у рат, непромишљено трошећи државна блага. Песник је огорчен због тога што не влада мир у земљи, а то је за њега највеће богатство које човек може да поседује.

### Друга целина
Други део поседује више лирски карактер, јављају се песме на маријанске теме, посвећене Богородици, и молитве. Овај део, Ајала је написао у заточеништву, док је боравио у португалској тамници. Неке од стихова заточеник је посветио жељи за слободом и они су лирског карактера.

### Трећа целина
У завршном, трећем делу јављају се религиозно-моралне теме. Песник је ове стихове написао пред крај свог живота, а њихова вредност огледа се у препознавању бесмисла живота и пролазности свега материјалног и земаљског. Многи историчари књижевности сматрају да последњи део представља бисер уметничке вредности.

## Сатира у Ајалиним стиховима
Стихови од највећег значаја су од 193. до 553. стиха, који се односе на црквену и световну власт, на трговце, дворске чиновнике и писаре.
Песник ставља посебан акценат на злостављање најсиромашнијег слоја становништва. Користи се различитом врстом метрике која поштује форму квадерна вија, а преовлађују седмерци и осмерци. Служи се једноставним језиком локалног народа, и када говори о недоличним поступцима кардинала, који покушавају да постану папе, његов израз поприма грубе и осуђивачке тонове. Са друге стране користи еуфемизме да опише неке појаве и по томе се примећује контраст у наративним техникама овог песника.
Ајалини стихови приказани су и кроз сарказам који је неизоставан део оних делова који се односе на тадашњу власт. Једно од средстава које Ајала успешно примењује је реторичко питање које је послужило писцу да скрати расправу коју је започео, а да она не изгуби на свом занчају. По томе можемо препознати језгровитост Ајалиног песничког израза. Када приповеда, служи се именима места и личности која постоје у стварности. Ова властита имена претварају се у симболе који помажу да се открије на шта песник скреће пажњу. Постоје стихови где песник не ословљава лик о коме говори, највероватније зато што је он непознат народу, или је његов лик грађен тако да говори да је он један од многих и зато га не треба именовати.

## Стил
Оно чему Ајала у свом делу тежи је недоречено изражавање које постиже реторичким питањем, а кад је реч о описивању, труди се да буде што објективнији. Циљ му је да оживи лик убогог народа који је постао жртва тадашњих велможа и краљевих чиновника. Очигледно је да песник у неким деловима има проблема са синтаксом па тако долази до промена редоследа речи или до промене лица кроз која приповеда.
Ајала често за свој извор узима примере из Библије, што његово стваралаштво чини моралним и поучним. Вредност дела се огледа и у моралним поукама које Ајала износи читаоцима. Када се посматра његова наративна техника као и метрика којом се користи може се рећи да није измислио ништа ново, јер се превише ослања на изворе.
У другом делу примећује се утицај више извора на његов стил, а то су пре свега оригинални текстови на латинском и прозне верзије на кастиљанском. Ајала често парафразира своја прозна дела, а уочљиво је и пишчево додавање стихова који немају везе са изворима којима се служи. Сматра се да се вредност Ајалине поезије налази у његовим напорима да у песничку целину уклопи и преобликује парафразе из наведених извора. Често је скраћивао неке устаљене фразе да би испоштовао метричку форму.
Део где Ајала највише брине о структури су исповедни стихови на почетку, од 1 од 190. стиха. Песник је на неким местима користио стилска средства, попут анафоре, да истакне оно најбитније, питања којима се бави. Одлика Ајалиног стила је узастопно понављање одређених речи као што је Señor, када се обраћа Богу. Овим Ајала истиче важност милости божије, коју непрестано тражи од Господа, посебно када говори у исповедном тону.
Перо Лопес де Ајала сматра се добрим писцем због критичког става према свом делу. Био је спреман да избаци неке делове који су му се чинили сувишним и на тај начин радњу преокрене у другачијем правцу. Условне реченице стављене су на више места, а служе да се читалац запита и критички осмотри ситуацију, као и да се покаје.
Једно корисно традиционално средство је синонимија, а његова употреба помаже да се лакше успостави рима. Ово је заступељено у лириским деловима песме. Неки историчари књижевности слажу се да Ајала користи и једну врсту епских формула. Његов тон приповедања у неким стиховима има интимне црте, а читаоцу се обраћа као пријатељу, док са друге стране неки делови одишу моралном строгошћу и критиком.

## Књига о двору као лингвистички доказ
Можемо да констатујемо да је Ајалин начин писања више типичан него неуобичајен за његово време. Осим понеких разлика у форми стиха, начин писања овог дела сличан је његовим осталим делима. Могу се приметити неки основни елементи правописа, који се могу објаснити филолошким терминима, као и једноствним, обичним варијантама каснијег кастиљанског.
Када је версификација у питању, више различитих варијанти треба да прихватимо као исправне и потребне. Различите форме се не користе само из метричких разлога, већ та разлика постоји у свим средњевековним рукописима, и било би погрешно наметнути један јединствен и константан шаблон.